# محمد مساعد الصالح
محمد مساعد الصالح (1935 - 7 أكتوبر 2010)، محامي وكاتب كويتي، وكان يكتب في جريدة القبس.

## دراسته
كان في السادسة من عمره عندما دخل إلى المدرسة المباركية، ولم يكن يُسمَح لمن هم في سنه بالدخول إلى المدرسة ولكن العائلة كلمت مدرس الفصل سيد عمر العاصم الذي طلب موافقة مدير المعارف آنذاك يوسف بن عيسى القناعي، الذي يكون جده من جهة والدته فتمَّ استثناؤه وقبل في صف من هم في السابعة وبقي في المدرسة حتى أنهى الصف الرابع الثانوية.
بعد نهاية السنة الدراسية 1950/1951 قرر الذهاب إلى مصر لاستكمال الدراسة، ولم يكن النظام المصري يقبل بشهادة الثانوية العامة الكويتية، لذا تقدم إلى امتحان لاجتياز الصف الرابع الثانوي هو مع زملائه يوسف الرشيد وعلي العمر وعبد الوهاب الفهد، ورسبوا جميعا في الامتحان ما عدا يوسف الرشيد، وتمت إعادة الامتحان لهم واستطاعوا أن ينجحوا فيه ، ودرس المحاماة في مصر ، وتخرج من كلية الحقوق في جامعة القاهرة في عام 1958 ، وقد شجعه عبد الله زكريا الأنصاري على الكتابة في مجلة البعثة التي كانت تصدر باسم الكويت في مصر.
عندما كان بداية وجوده في مصر حدثت ثورة 23 يوليو 1952 وتأثر بالشعارات التي كانت موجود في الصحف عن انتصار الشعب، وكتب في مجلة الاتحاد التي يصدرها الاتحاد الكويتي لطلبة الكويت: غدًا سينتصر الشعب الكويتي وستتحول إلى مدارس يتعلم فيها أبناء الشعب تاريخه، وعندما عاد إلى الكويت في صيف 1953 أخبره حامد يوسف العيسى الذي كان موظفًا كبيرًا في دائرة المالية بأن الشيخ جابر الأحمد الصباح مدير دائرة المالية قرأ ما كتبه الصالح، ووصف بأن ما كتبه نزوات شباب وأنه يفضل ذهابه إلى السجن الوحيد في الكويت لبعض الوقت.
أثناء دراسته في مصر، تشكلت من قبل الطلبة الكويتيين جماعة قومية عربية كان من ضمنها عبد الله النيباري ويوسف الشلقان وعلي الرضوان وسليمان حمود الزيدي وفجحان هلال المطيري وعلي العمر وجاسم المرزوق وفيصل الفليج، وتطوعوا للدفاع عن مصر في أيام العدوان الثلاثي.
بعد مرور عامين على تخرجه ذهب إلى بريطانيا لتعلم اللغة الإنجليزية.

## عمله
عندما تخرج من الجامعة لم يكن في الكويت محاكم نظامية أو قوانين حديثة لذا لم يعمل، وبدأ بالعمل في شركة والده.
بدأ بالكتابة بشكل منتظم في عام 1961 في مجلة الهدف وكان يكتب صفحة كاملة تحتوي على عدد من الأعمدة وتنشر في كل يوم خميس ، وفي أثناء أزمة الكويت مع عبد الكريم قاسم قام بكتابة مقالة يصف فيها عبد الكريم قاسم بالجنون واستدعى بعدها الشيخ عبد الله السالم الصباح رؤساء تحرير الصحف وكان معهم وزير الإعلام آنذاك صباح الأحمد الصباح، وقال بأنه لا يجب على الصحافة بأن تهبط إلى هذا الأسلوب الهابط فقال له بأن صحافة العراق توصف عبد الله السالم بنعوت أشد فرد عليه الشيخ عبد الله السالم بأننا يجب أن نترفع عن الرد عليهم ، وعندما صدرت جريدة الوطن بدأ بكتابة عامود اسمه «الله بالخير» في الصفحة الأخيرة، وكان رئيس تحرير الجريدة وبعدها أصبح رئيس مجلس إدارة الجريدة وظل يكتب العامود.
حصل على جائزة أفضل عامود في صحفي من نادي دبي للصحافية في 28 ابريل 2007 ، وقد كرمه وزير الإعلام آنذاك عبد الله المحيلبي ، وكرمته جمعية الصحافيين.

## كتبه
- جمعية الدشاديش القصيرة، 1997.[8]
- قال بوطلال حفظه الله: الله بالخير، 2008.[9]
- شهادات وسيرة حياة، 2011 (11)

## كتب عنه
- المتميزون وجها لوجه، 1998.[10]